# 徐顯臣
徐顯臣（16世紀—17世紀），初名徐師陳，字惟孝，浙江金華府永康縣人，明朝政治人物。

## 生平
徐顯臣是弘治十八年進士徐讚之孫，徐文璣之子，萬曆二年進士徐師張是其族兄弟。隆慶元年（1567年）中舉人，授福建沙縣知縣，就任後講求鄉約、聯結保甲，上陳興革事宜，又纂修縣誌，人民思念他的惠政，後陞廣州同知、延平同知。

## 引用
1. 1 2  光緒《永康縣志·卷六·選舉志》：舉人……明……隆慶元年丁卯科 徐顯臣 字惟孝，讚孫，文璣子，初名師陳，沙縣知縣有惠政，民思之，厯任廣州同知府，志作延平同知
2. ↑  同治《沙縣志·卷十一·政績志》：徐顯臣，字■■，永康舉人，萬曆戊子任沙縣事，下車後講鄉約、聯保甲，條陳興革事宜，尤加意于縣誌，博採詳訂，設財役工以踵前任袁陳二尹之成，後未詳所終。 以後續